# Ernst Harmening

Ernst Harmening, vor 1903

Ernst Karl Julius Harmening (* 28. Januar 1854 in Bückeburg; † 25. August 1913 in Meran) war Jurist, Schriftsteller und Mitglied des Deutschen Reichstags.

## Leben
Ernst Harmening besuchte das Gymnasium in Bückeburg und studierte Rechtswissenschaften an den Universitäten in Jena und Halle (Saale). Während seines Studiums wurde er 1872 Mitglied der Burschenschaft Arminia auf dem Burgkeller. 1875 trat er als Accessist in den Großherzoglich Sachsen-Weimarischen Staatsdienst und wurde bis nach bestandener zweiter juristischer Prüfung in Eisenach beschäftigt. 1879 wurde er als Assessor nach Jena versetzt, wo er am Oberlandesgericht, namentlich in der Einrichtung der Bibliothek tätig war. Nebenher führte er die Geschäfte des Amtsanwalts und schied Anfang 1882 aus dem Staatsdienste aus, um als Anwalt beim Gemeinschaftlichen Thüringischen Oberlandesgericht in Jena zugelassen zu werden.
1889 wurde er wegen einer Broschüre (»Wer da?«), in der er den Herzog von Koburg beleidigt hatte, zu 6 Monaten Festung verurteilt. Er schrieb den Roman »Matthias Overstolz« (1881) und die Dichtungen: »Mirjam. Hohes Lied der Liebe« (1881), »Erde und Eden« (1883) sowie »Osterburg, Tagebuchblätter« (1890).
Er war Stifter der Freimaurerloge Friedrich zu ernsten Arbeit in Jena.

Von 1890 bis 1893 war er Mitglied des Deutschen Reichstags für den Reichstagswahlkreis Großherzogtum Sachsen-Weimar-Eisenach 2 Eisenach, Dermbach und die Deutsche Freisinnige Partei.